# جائزة أذربيجان الكبرى 2018
جائزة أذربيجان الكبرى 2018 هو سباق فورمولا 1 أقيم بتاريخ 29 أبريل 2018 في باكو، أذربيجان. كان الرابع من أصل 21 في بطولة العالم لسباقات الفورمولا واحد موسم 2018. حلّ البريطاني لويس هاملتون أولا بينما جاء الفنلندي كيمي رايكونن في المركز الثاني وحصل على المركز الثالث المكسيكي سيرجيو بيريز.